# Eobacteria
Eobacteria é um clado proposto por Cavalier-Smith, que reune espécies que não possuem lipopolissacarídeo. O clado inclui dois grupos: Hadobacteria e Chlorobacteria.